# Мокра Долина
Мокра Долина (рос. Б. Мокрая Долина) — балка (річка) в Україні в Олексіївській сільській громаді Лозівського району та Старовірівській сільській громаді Берестинського району Харківської області. Ліва притока річки Берестової (басейн Чорного моря).

## Опис
Довжина балки — 11,3 км, найкоротша відстань між витоком і гирлом — 10,17 км, коефіцієнт звивистості річки — 1,24. Формується декількома балками та загатами. На деяких ділянках балка пересихає.

## Розташування
Бере початок з двох потоків у селищі Троїцьке, тече переважно на північний захід й у селі Охоче впадає в річку Берестову, праву притоку Орелі.

## Притоки
- Ольшанський лог — лівий витік в Олексіївській сільській громаді. Бере початок на західній околиці селища Троїцьке
- Ревенів яр — правий витік в Олексіївській сільській громаді. Бере початок на північній околиці селища Троїцьке
- Балка Холодна — ліва притока у Старовірівській і Олексіївській громадах. Бере початок на північній стороні від села Єфремівка. Тече переважно на північний схід через присілок селища Троїцьке
- Тройчатський лог  — ліва притока у Старовірівській громаді

## Цікаві факти
- У XIX столітті на балці у селі Охоче існувало багато вітряних млинів[1], а у минулому столітті — 1 газгольдер та декілька газових свердловин[4].